# Verbascum sibyllinum
Verbascum sibyllinum är en flenörtsväxtart som beskrevs av Sutor och Yacute. Verbascum sibyllinum ingår i släktet kungsljus, och familjen flenörtsväxter. Inga underarter finns listade i Catalogue of Life.